# ويتبي (أونتاريو)
ويتبي، أونتاريو (بالإنجليزية: Whitby)‏ هي مدينة كندية تقع في مقاطعة أونتاريو. تبلغ مساحة هذه المدينة 146.5247 (كم²)، ويبلغ عدد سكانها 111184 نسمة حسب إحصاء سنة 2006 م، بينما كان يسكنها 87413 نسمة في سنة 2001 م. تحتل هذه المدينة المرتبة رقم 42 بين مدن كندا حسب عدد السكان والمرتبة رقم 21 في المقاطعة. نما عدد السكان في هذه المدينة بنسبة (27.2) بين العامين المذكورين.

## أعلام
- جيمس لوغان
- رن بلير
- تست
- ديشون بيير
- جوستين إدواردز
- ليزلي ماكفرلين
- ماي جين

## وصلات خارجية
- الأطلس الحكومي لكندا
- إحصاءات كندا مع ساعة تعداد السكان